# Estação Ferroviária de Seixal
A Estação Ferroviária de Seixal foi uma interface ferroviária do Ramal do Seixal, que servia a localidade de Seixal, no distrito de Setúbal, em Portugal.

## História

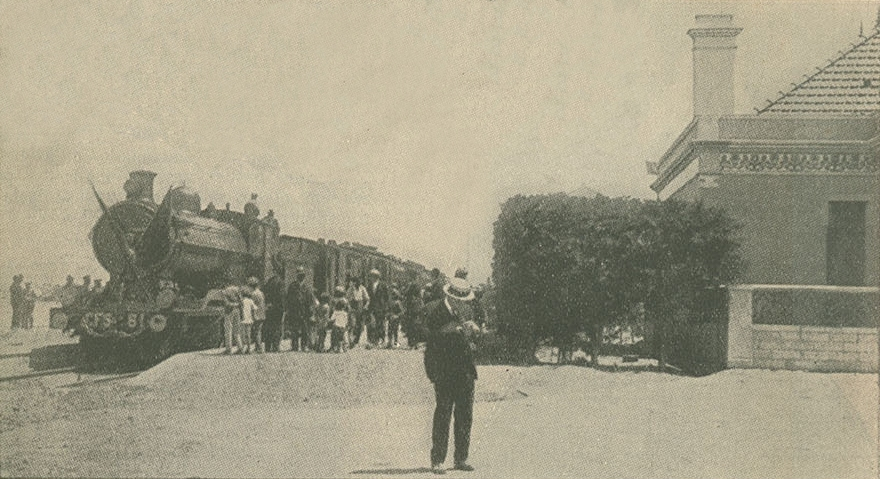
Inauguração da Estação do Seixal

A ligação ferroviária entre o Lavradio e o Seixal entrou ao serviço em 29 de Julho de 1923, tendo originalmente o nome de Ramal de Cacilhas. Em 27 de Março de 1969, foi publicado o Decreto-Lei n.º 48.936, que desclassificou o Ramal do Seixal.